# A. J. Casson
Alfred Joseph Casson (17 de maio de 1898 - 20 de fevereiro de 1992) foi um pintor canadense membro do Grupo dos Sete. Ele se juntou ao grupo em 1926 depois de ser convidado pelo também pintor Franklin Carmichael. Além de ser o membro mais jovem do Grupo dos Sete, Casson é reconhecido pelas suas representações de paisagem, fazendas e florestas do sul de Ontario.

## História
Depois de estudar em Hamilton (1913-15) e Toronto (1915-17), A. J. Casson conseguiu seu primeiro emprego em uma empresa comercial de arte, como aprendiz de Franklin Carmichael. Carmichael foi o grande influenciador de Casson como artista e introduziu este aos membros do Grupo dos Sete, incluindo Lawren Harris e J.E. H. MacDONALD.
Em 1926, Casson foi convidado a participar do Grupo dos Sete para substituir Franz Johnston, que havia se apresentado apenas uma vez com o grupo. Alfred Joseph Casson comprou também um carro no período. Com este veículo, passou a vagar e visitar pequenas cidades nos arredores de Toronto, com Elora e Alton, que se tornaram seus temas preferidos. O artista baseou seu estilo no que Harris havia lhe ensinado - simplificação e eliminação de elementos não-essenciais. Tal qualidade em seu trabalho culminou no quadro Country Store (1945), dando início ao seu período de abstração. O Grupo dos Sete interrompeu suas atividades poucos anos depois de A.J. Casson ter entrado. Em 1933, Alfred se tornou membro do Grupo Canadense de pintores, o qual reuniu alguns dos principais nomes da arte francesa na época. Estavam no grupo, junto com A. J., Lawren Harris, Arthur Lismer, A. Y. Jackson e Franklin Carmichael.[carece de fontes?]
Um membro memorável do da comunidade artística canadense, Casson foi presidente do Royal Canadian Academy of Arts (1948-62) e presidente da Ontario Society of Artists (1941-44). Ele recebeu uma medalha da Royal Canadian Academy of Arts em 1969, como reconhecimento pelo excelente trabalho que fez por lá. Homem modesto, Casson é lembrado por seu suporte a outros artistas e instituições de caridade, além da generosidade em ajudar estudantes.. Ele continuou a pintar até o fim da vida. [carece de fontes?]

## Pintura
Alfred Joseph Casson ficou conhecido por pintar quadros de paisagens rurais localizadas ao sul de Ontário, no Canadá. Ele também gostava de retratar em suas obras as vilas e casas de campo, testemunho de um mundo que, naquela época, estava em processo de desaparecimento. Seus quadros possuem esses cenários rurais representados com cores vivas e efeitos de luz acentuados.[carece de fontes?]